# CDMA2000-1X
CDMA 2000 1x EVDO (ang. Evolution Data Only/Evolution Data Optimized) - wersja technologii CDMA przeznaczona wyłącznie do transmisji danych. 
Od 1 marca 2007 technologia zapewnia szerokopasmowy dostęp do internetu w SFERII. Aktualna wersja EVDO - revision A - pozwala na przesyłanie danych z maksymalną prędkością nawet do 3,1 Mb/s.